# André Maurel
André Maurel (Paris, 12 avril 1863 - Paris, 5 mai 1943) est un journaliste français, collaborateur au Figaro et directeur de La Revue bleue. Il est en outre l'auteur de nombreux ouvrages, en particulier des récits de voyage en Italie.

## Biographie
Le 29 juillet 1890, il épouse Henriette Clothilde Louise van Wilder, sœur du peintre André van Wilder, connu sous son nom d'artiste, André Wilder, et fille du musicologue Victor van Wilder. Ce dernier est célèbre pour ses adaptations en français des opéras de Richard Wagner et des opérettes de Johann Strauss. Le compositeur Emmanuel Chabrier, ami des deux familles, Maurel et Wilder, assiste au mariage. Le père d'André Maurel, Théophile Henri est en effet le médecin personnel de Chabrier et ce dernier est un ami proche de Victor van Wilder. André Wilder a illustré deux ouvrages publiés par son beau-frère André Maurel : Les trois Dumas, paru en août 1896 à La Librairie illustrée (Montgredien et Cie) 8, rue Saint Joseph à Paris et l'Essai sur Chateaubriand, édité en 1898 aux éditions de la Revue Blanche.
L’Académie française lui décerne le prix Calmann-Lévy en 1928